# Primož Debenjak
Primož Debenjak, slovenski prevajalec, * 3. februar 1965, Kranj.

## Življenje in delo
Sin Božidarja in Doris Debenjak, vnuk Rika Debenjaka. Študiral je uporabno matematiko, vendar že ves čas dela kot prevajalec – samostojni kulturni delavec. Živi in dela v Ljubljani. Prevaja zlasti strokovna besedila iz nemščine in v nemščino. Med drugim je - skupaj s svojima staršema Doris in Božidarjem Debenjakom - soavtor Velikega nemško-slovenskega slovarja, Velikega slovensko-nemškega slovarja, Malega nemško-slovenskega in slovensko-nemškega slovarja ter soprevajalec prvega integralnega prevoda Valvasorjeve Slave vojvodine Kranjske. Podvig prevajanja Valvasorjeve Slave vojvodine Kranjske je bil zastavljen in izpeljan kot veliki projekt družine Debenjak, za kar so vsi trije prejeli odlikovanje Republike Slovenije - Red za zasluge.
Primož Debenjak je član in funkcionar Društva Kočevarjev staroselcev, ki so ga ustanovili leta 1992 v Kočevskih Poljanah.

## Izbrana bibliografija
- Veliki nemško-slovenski slovar (COBISS) (soavtor) (Ljubljana, 1992)
- Veliki slovensko-nemški slovar (COBISS) (soavtor) (Ljubljana, 1993)
- Janez Vajkard Valvasor - Slava vojvodine Kranjske : integralni prevod (COBISS) (prevajalec) (Ljubljana, 2009-2012)
- Janez Vajkard Valvasor - Popolna topografija stare in sodobne nadvojvodine Koroške (COBISS) (prevajalec) (Ljubljana, 2013)
- Franc Anton von Steinberg - Temeljito poročilo o na Notranjskem ležečem Cerkniškem jezeru (COBISS) (prevajalec) (Cerknica, 2015)
- Tobija Gruber - Hidrografska in fizikalna pisma s Kranjske (COBISS) (prevajalec) (Cerknica, 2017)
- Balthasar Hacquet - Oriktografija Kranjske (prevajalec) (Cerknica, 2020)
- Joseph Anton Nagel - Opis na najvišji ukaz Njegovega rimskocesar. in kralj. veličanstva Franca I. raziskanih redkosti narave, ki se nahajajo v vojvodini Kranjski (prevajalec) (Cerknica, 2021)
- Tisoč in ena noč - integralni prevod iz arabščine (COBISS) (urednik) (Ljubljana, 2021)